# Forma-sonata
Il termine forma-sonata (anche allegro di sonata o, più di rado in Italia, forma del primo movimento) si riferisce a una particolare organizzazione del materiale musicale all'interno di un singolo movimento (generalmente, ma non esclusivamente, il primo) di una sonata, sinfonia (anche d'opera), concerto, quartetto d'archi o altro pezzo di musica da camera.

## Storia
La forma-sonata divenne presto il terreno di elezione per le trasformazioni stilistiche in atto a partire dagli anni trenta del Settecento. La grande varietà di tipi esistenti, poi sintetizzati in un unico modello operativo nel Traité de haute composition musicale (1826) del boemo Antonín Reicha, testimonia l'eccezionale vitalità della forma nel suo periodo aureo. Essa fu il veicolo principale della costante crescita di consenso e successo (anche commerciale) della musica strumentale fino alla sua teorizzata supremazia nella prima estetica romantica. 
Scrive Charles Rosen: 
Già nel 1775 Johann Abraham Peter Schultz affermava: 

## La descrizione tradizionale
A parte certe descrizioni precedenti, come quella citata dello Schultz o quelle di Francesco Galeazzi il quale nel 1796 formalizza il bitematismo della sonata, con un primo tema d'apertura tipicamente intuitivo, ritmico e un secondo tema cantabile più eventuali altri elementi tematici di variazione con conclusiva ripetizione di tutta l'esposizione, e di Carlo Gervasoni in cui si fa riferimento, nell'accompagnamento, alle modulazioni possibili dopo l'esposizione comprese quelle nella relativa maggiore o nel quinto grado che diventeranno la regola per le modulazioni nella forma sonata, la cristallizzazione della forma-sonata in modello formale fu realizzata principalmente nella prima metà dell'Ottocento sulla base della prassi musicale della seconda metà del secolo precedente e in particolare di quella di autori come Mozart e il primo Beethoven (assai meno di Franz Joseph Haydn). 
Artefici principali ne furono Antonín Reicha (prima nel Traité de melodie del 1814, e specialmente nel Traité de haute composition musicale del 1826, vol II), Adolph Bernhard Marx nel III volume di Die Lehre der musikalischen Komposition (1845), autore al quale si deve anche lo stesso termine di "forma-sonata", e infine Carl Czerny in School of Practical Composition (1848). L'influenza di quest'ultimo autore, il più famoso allievo di Beethoven e didatta autorevolissimo, fu probabilmente la più profonda. 
L'intento della codifica tradizionale non era tanto di natura descrittiva quanto prescrittiva, essa doveva cioè servire come modello per la creazione di nuove opere piuttosto che come strumento analitico. Si sottolinearono e selezionarono perciò quegli aspetti che più potevano interessare "operativamente" il compositore contemporaneo, come lo sviluppo tematico nella sezione centrale e conseguentemente anche l'ordine e il carattere dei temi in quella iniziale.
Una delle maggiori difficoltà nell'utilizzo dello schema tradizionale consiste nella concezione armonica in esso implicita (e nello stesso rapporto di importanza tra i vari aspetti del discorso musicale: armonico, tematico, di tessuto ecc.) rapportata all'ampiezza del periodo storico al quale appartengono le composizioni delle quali si vorrebbe potesse rendere conto. 
Tra gli approcci differenti, oltre al citato Rosen (Le forme-sonata, Lo stile classico), quello più recente di James Hepokoski e Warren Darcy (Elements of Sonata Theory).
Il resto di questa trattazione farà comunque riferimento alla descrizione tradizionale ampliandola dove opportuno.

## Struttura
La forma sonata è un tipo di composizione. La struttura della forma-sonata viene solitamente definita come bitematica tripartita. La tripartizione comprende la sezione di Esposizione (a volte preceduta da una Introduzione), quella di Sviluppo e infine la Ripresa (a volte seguita da una Coda). Lo schema riassuntivo (incluse le ulteriori suddivisioni all'interno delle sezioni) si presenta così:
| Introduzione (eventuale) | |  |
| Esposizione              | - Primo gruppo tematico - Ponte modulante - Secondo gruppo tematico - Codette                                        |  |
| Sviluppo                 | - Sviluppo vero e proprio - Riconduzione                                                                             |  |
| Ripresa                  | - Primo gruppo tematico - Ponte modulante (modificato) - Secondo gruppo tematico (modificato) - Codette (modificate) |  |
| Coda (eventuale)         | |  |

### Esposizione
Questa sezione ha il compito di presentare il materiale tematico principale e di stabilire una tensione armonica che richieda nelle sezioni successive adeguata elaborazione e risoluzione.
Se un'Introduzione è presente, essa è di solito in tempo più lento e va intesa come un levare, sia in senso ritmico che armonico, rispetto al movimento successivo che preannuncia. Le Introduzioni possono essere collegate all'allegro o perché si ripresentano letteralmente al suo interno (Beethoven, Sonata op. 13) o, con meno evidenza ma più profondità strutturale, perché il materiale tematico dell'allegro deriva da quello dell'Introduzione stessa. Nella Sonata op. 81a (Les Adieux), sempre di Beethoven, tutto il primo movimento è costruito sulle tre note Sol-Fa-Mi bemolle presentate nelle prime due battute dell'Introduzione.
L'Esposizione è a sua volta così suddivisa:
- Primo gruppo tematico (o semplicemente Primo tema); che consiste in uno o più elementi melodici con il compito di definire stabilmente la tonalità principale.
- Ponte modulante (o transizione o passaggio); il cui scopo è quello di modulare dalla tonalità principale a quella di contrasto o del Secondo gruppo tematico.
- Secondo gruppo tematico (o semplicemente Secondo tema); che consiste in uno o più elementi melodici in tonalità contrastante rispetto a quella principale.
- Codette; il cui scopo è quello di terminare stabilmente l'esposizione nella tonalità di contrasto.

Generalmente l'intera Esposizione viene ripetuta da capo una seconda volta.
La definizione della tonalità principale all'interno del Primo gruppo è una priorità dello stile sonatistico durante il periodo Classico ma non implica che non vi possano essere modulazioni all'interno del gruppo stesso, almeno finché queste non ne compromettano la stabilità. Lo stesso Mozart è autore di esempi contrastanti: basterà confrontare il Fa maggiore "spalmato" su 22 misure della Sonata K 332 con la ricchezza di modulazioni del Quintetto K 515.
L'esigenza classica di stabilizzare la tonica nel Primo gruppo è anche all'origine del profilo essenziale di molti temi (tradizionalmente definiti maschili) costruiti su frammenti di scala e accordi spezzati di tonica e dominante (Mozart, Sonate K 332, K 457, K 570) spesso in contrasto con la maggiore ricchezza melodica e armonica dei secondi temi, la cui tonalità è già stata apertamente dichiarata dal Ponte modulante.
Nello schema tradizionale, il Secondo gruppo tematico viene dato per scontato così che alla descrizione della forma si aggiunge correntemente l'aggettivo "bitematica". La forma-sonata diventa dunque in quest'accezione "bitematica-tripartita".
Una prima "deviazione" dallo standard è dato proprio dall'assenza di un secondo tema in quelle composizioni in cui l'avvento della tonalità di contrasto è sottolineato, ad esempio, da una versione rinnovata del primo tema (Haydn: Quartetti op. 50 n. 1, op. 74 n. 1, Mozart: Sonata K 570). Lo stesso Ponte modulante è non di rado arricchito da un tema proprio che si aggiunge ai tradizionali due (Beethoven, Sonate Op. 2 n. 3 e Op. 10 n. 3) e che non di rado è anche più interessante del successivo secondo tema.
In definitiva, se una regola generale si può dare è che qualunque sezione dell'esposizione può avere contorni melodici sufficientemente delineati da essere considerati tematici.
La scelta della tonalità di contrasto viene definita tradizionalmente secondo il seguente principio:
- Il quinto grado (dominante) della tonalità principale se questa è maggiore (i.e. Sol maggiore se la tonalità di partenza è Do maggiore).
- Il relativo maggiore (mediante) della tonalità principale se questa è minore (i.e. Do maggiore se la tonalità di partenza è La minore).

Già Beethoven, a partire dal 1804 (anno di composizione della Waldstein), comincia a sperimentare alternative alla dominante, soprattutto la mediante e la sopradominante (Opp. 106, 127 e 132).
Ma è soprattutto con i compositori romantici che il cambio di sensibilità nei confronti dei rapporti tonali, cui va aggiunto un rinnovato interesse per le strutture contrappuntistiche, porta a considerare la polarizzazione tonica→dominante sempre meno praticabile e spinge verso soluzioni a un tempo più complesse e più sfumate. La stabilità stessa della tonalità principale viene messa in discussione (Seconda Ballata di Fryderyk Chopin, Kreisleriana di Schumann) mentre il Ponte modulante perde a volte il suo ruolo tradizionale per diventare sezione a sé stante. Si assiste così alla stabilizzazione di una tonalità intermedia rispetto alle due canoniche, la cosiddetta Esposizione in tre tonalità (Schubert, Sonata in Si bemolle maggiore, Schumann, Sonata in Fa diesis minore).

### Sviluppo
Lo Sviluppo ha, nella forma-sonata, funzione diversa da quella di semplice sezione di contrasto in una forma A-B-A e riveste per questo due compiti distinti:
- Il primo (che diremmo di Sviluppo vero e proprio) è quello di intensificazione della tensione introdotta nell'Esposizione.
- Il secondo è quello di Riconduzione (o Ritransizione) alla tonalità principale al fine di avviare la Ripresa.

Alcune delle "regole" di condotta dello sviluppo vengono enunciate già da Galeazzi nel 1796:
Come si vede, l'introduzione di un nuovo tema all'inizio dello sviluppo è previsto e consigliato (Mozart, Sonata K 332), come anche la tecnica di usare immediatamente i motivi delle codette, l'ultima cosa udita dall'ascoltatore (Beethoven, Sonata op. 2 n. 3).
Oltre a questi precetti, l'elemento più rilevante, introdotto in seguito nello schema standard, è quello dello sviluppo tematico; l'utilizzo cioè di materiale melodico proveniente dall'esposizione (soprattutto dai due temi principali: primo tema nella Sinfonia n. 40 di Mozart, secondo tema trasposto nella tonalità d'impianto nella Sinfonia n. 41) e opportunamente lavorato (alterato, sovrapposto, contrapposto ecc.) in modo da ottenere un effetto di crescita coerente ed organica della composizione e un consistente aumento dell'effetto drammatico (tecnica particolarmente congeniale a Beethoven).
Le tecniche usate per generare instabilità sono molte ma generalmente comprendono l'aumento del numero e della distanza delle modulazioni, con conseguente incremento del ritmo armonico, frequenti contrasti dinamici e consistenti mutamenti nel tessuto ritmico. Altro espediente utilizzato è quello della cosiddetta falsa ripresa (cioè una ripresa prematura del tema principale) che inganna l'ascoltatore e ha il compito di creare un momento di stasi la cui efficacia sta proprio nella promessa di nuove tensioni.
La lunghezza totale dello sviluppo, così come la scelta del momento in cui iniziare la Riconduzione, non sono soggetti a regolamentazione e variano grandemente da una composizione all'altra, anche dello stesso autore. Nel Quartetto in Re maggiore op. 18 n. 3 di Beethoven ad esempio, la Riconduzione è costituita da due sole battute di un solitario Do diesis (come Dominante di Fa diesis) in ottava fra viola e violoncello che improvvisamente e con bellissimo effetto si trasforma, in virtù della sovrapposizione del primo tema, in sensibile della tonalità di base.

### Ripresa
Compito della Ripresa è quello di neutralizzare il conflitto introdotto nell'Esposizione (attraverso l'uso di una tonalità di contrasto) e incrementato dallo Sviluppo. Essa non consiste quindi in una semplice ripetizione di tutto o parte del materiale dell'Esposizione, come nelle forme binarie del periodo precedente, ma in un riadattamento, a volte complesso, del materiale medesimo al fine di creare la stabilità necessaria alla chiusura del movimento. In effetti, secondo Rosen: 
"Il principio della ripresa come risoluzione può essere considerato l'innovazione più fondamentale e più radicale dello stile sonatistico".
Le modifiche necessarie sono generalmente considerate le seguenti:
- Primo gruppo tematico: nessuna modifica.
- Ponte modulante: modificato per evitare lo spostamento alla tonalità di contrasto.
- Secondo gruppo tematico e Codette: modificati per essere riesposti nella tonalità principale (eventualmente con cambi di modo se necessari a preservare il carattere del tema).

La Ripresa, comunque, poteva iniziare anche in altri punti del Primo gruppo tematico e non necessariamente dall'inizio, ma l'uso di questa tecnica è più frequente nella prima fase di sviluppo della forma-sonata, o addirittura dal Secondo gruppo (Mozart, Sonata K 311, Chopin, Sonata op. 35). Talvolta subito dopo l'inizio della Ripresa veniva introdotta una sezione di sviluppo secondario con funzione di stadio intermedio tra la tensione del precedente Sviluppo e l'attuale fase di risoluzione (Beethoven, Sonata Waldstein Op. 53, Sinfonia Eroica Op. 55).